# Atletismo nos Jogos Pan-Americanos de 1971 - 200 m masculino
A prova dos 200 m masculino nos Jogos Pan-Americanos de 1971 foi realizada em Cali, Colômbia.

## Medalhistas
| Ouro                       | Prata                               | Bronze                           |
| Donald Quarrie JAM Jamaica | Edwin Roberts TRI Trinidad e Tobago | Marshall Dill USA Estados Unidos |

## Resultados
| Posição           | Nome               | Nacionalidade         | Tempo | Notas |
| ----------------- | ------------------ | --------------------- | ----- | ----- |
| Medalha de ouro   | Donald Quarrie     | JAM Jamaica           | 19.86 |       |
| Medalha de prata  | Edwin Roberts      | TRI Trinidad e Tobago | 20.39 |       |
| Medalha de bronze | Marshall Dill      | USA Estados Unidos    | 20.39 |       |
| 4                 | Fernando Acevedo   | PER Peru              | 20.69 |       |
| 5                 | Carl Lawson        | JAM Jamaica           | 20.98 |       |
| 6                 | Guillermo González | PUR Porto Rico        | 21.12 |       |
| 7                 | Andrés Calonge     | ARG Argentina         | 21.13 |       |